# Blaesoxipha cekalovici
Blaesoxipha cekalovici är en tvåvingeart som beskrevs av Guilherme A.M.Lopes 1991. Blaesoxipha cekalovici ingår i släktet Blaesoxipha och familjen köttflugor. Inga underarter finns listade i Catalogue of Life.